# Charlotta z Hesji-Kassel
Charlotta Hessen-Kassel (ur. 20 listopada 1627 w Kassel, zm. 16 marca 1686 w Heidelbergu) – hrabina-palatynowa reńska i elektorowa Rzeszy w 1650–1680 jako żona Karola I Ludwika, landgrafówna Hesji-Kassel jako córka Wilhelma V Stałego.
Urodziła się jako szóste dziecko Wilhelma V Stałego (1602–1637), landgrafa heskiego na Kassel, i jego żony Amelii Elżbiety (1602–1651), córki Filipa Ludwika II (1576–1612), hrabiego Hanau-Münzenberg. 
22 lutego 1650 roku wyszła za mąż za elektora Palatynatu Reńskiego Karola Ludwika Wittelsbacha syna Fryderyka V „Zimowego króla“ i Elżbiety Stuart księżniczki szkockiej. Para miała trójkę dzieci:
1. Karola (1651-1685) elektora Palatynatu Reńskiego
2. Elżbietę (1652-1722) – żonę Filipa I księcia Orleanu
3. Friedricha von der Pfalz (1653)

Małżeństwo było bardzo nieudane, co spowodowało, że dziećmi opiekowała się ciotka Zofia Dorota Wittelsbach. Karol rozwiódł się z żoną i w 1658 roku ożenił się z Marią Luizą von Degenfeld.